# 프리야 라구
프리야 라구(Priya Ragu)는 타밀계 스위스의 싱어송라이터이다. 영국을 기반으로 활동하며 데뷔 싱글 "Good Love 2.0."를 통해 이름을 알리기 시작했다. BBC 사운드 오브 2022 후보에 올랐다.

## 음반 목록

### 믹스테잎
- damnshestamil (2021)